# 37. šahovska olimpijada
37. šahovska olimpijada se je odvijala od 20. maja do 4. junija 2006 v Torinu v Italiji. Tekmovanje je imelo 13 kol po švicarskem sistemu. Moški del tekmovalcev je tekmoval na 4 deskah (dve rezervi), medtem ko je ženski del igral na 3 deskah (ena rezerva). Na moškem turnirju je 147 ekip, na ženskem pa 108 ekip.

## Rezultati
Rezultati (moški)
| Končno mesto | Ekipa                   | Igralci | Sedež | Povprečni aprilski FIDE rating | Dobljene partije | Izenačene partije | Izgubljene partije | Končni rezultat |
| ------------ | ----------------------- | --- | ----- | ------------------------------ | ---------------- | ----------------- | ------------------ | --------------- |
| Prvo         | Armenija                | Levon Aronian, Vladimir Akopian, Karen Asrian, Smbat Lputian, Gabriel Sargissian, Artashes Minasian                                        | 3     | 2682                           | 10               | 3                 | 0                  | 36.0            |
| Drugo        | Kitajska                | Bu Xiangzhi, Zhang Zhong, Zhang Pengxiang, Wang Yue, Ni Hua, Zhao Jun                                                                      | 12    | 2628                           | 8                | 1                 | 4                  | 34.0            |
| Tretje       | Združene države Amerike | Gata Kamsky, Aleksander Oniščuk, Hikaru Nakamura, Ildar Ibragimov, Gregorij Kaidanov, Varužan Akobian                                      | 7     | 2656                           | 9                | 3                 | 1                  | 33.0            |
| Čertrto      | Izrael                  | Boris Gelfand, Ilia Smirin, Emil Sutovsky, Boris Avrukh, Alexander Huzman, Victor Mikhalevski                                              | 6     | 2663                           | 9                | 3                 | 1                  | 33.0            |
| Peto         | Madžarska               | Zoltán Almási, Zoltan Gyimesi, Ferenc Berkes, Csaba Balogh, Robert Ruck, Adam Horvath                                                      | 16    | 2610                           | 7                | 4                 | 2                  | 32.5            |
| Šesto        | Rusija                  | Vladimir Kramnik, Peter Svidler, Aleksander Grišuk, Aleksander Morozevič, Evgenij Barejev, Sergej Rublevski                                | 1     | 2730                           | 7                | 2                 | 4                  | 32.0            |
| Sedmo        | Francija                | Étienne Bacrot, Joel Lautier, Andrei Sokolov, Laurent Fressinet, Maxime Vachier-Lagrave, Christian Bauer                                   | 5     | 2665                           | 7                | 5                 | 1                  | 32.0            |
| Osmo         | Ukrajina                | Vasil Ivančuk, Andrej Volokitin, Sergej Karjakin, Pavel Eljanov, Aleksander Moišejenko, Zahar Efimenko                                     | 4     | 2680                           | 8                | 2                 | 3                  | 32.0            |
| Deveto       | Bolgarija               | Kiril Georgiev, Ivan Čeparinov, Aleksander Delčev, Vasili Spasov, IM Vladimir Petkov , IM Valentin Iotov                                   | 10    | 2633                           | 7                | 2                 | 4                  | 32.0            |
| Deseto       | Španija                 | Alexei Shirov, Francisco Vallejo Pons, Miguel Illescas Cordoba, Julien Arizmendi Martinez, Pablo San Segundo Carrillo, Marc Narciso Dublan | 11    | 2628                           | 7                | 4                 | 2                  | 32.0            |

Rezultati (ženske)
| Končno mesto | Ekipa                   | Igralci                                                                                        | Sedež | Povprečni aprilski FIDE rating | Dobljene partije | Izenačene partije | Izgubljene partije | Končni rezultat |
| ------------ | ----------------------- | ---------------------------------------------------------------------------------------------- | ----- | ------------------------------ | ---------------- | ----------------- | ------------------ | --------------- |
| Prvo         | Ukrajina                | WGM Natalia Zhukova, IM Katerina Lahno, IM Inna Janovska-Gaponenko, WGM Anna Ushenina          | 2     | 2441                           | 12               | 1                 | 0                  | 29.5            |
| Drugo        | Rusija                  | GM Aleksandra Kostenjuk, IM Tatiana Kosinceva, IM Nadežda Kosinceva, IM Ekaterina Kovalevskaja | 1     | 2499                           | 9                | 3                 | 1                  | 28.0            |
| Tretje       | Kitajska                | WGM Zhao Xue, WGM Wang Yu, Shen Yang, WFM Hou Yifan                                            | 6     | 2408                           | 8                | 3                 | 2                  | 27.5            |
| Četrto       | Združene države Amerike | WGM Anna Zatonskih, IM Irina Krush, WGM Rusudan Goletiani, WGM Camilla Baginskaite             | 5     | 2414                           | 7                | 5                 | 1                  | 24.5            |
| Peto         | Madžarska               | IM Hoang Thanh Trang, IM Ildiko Madl, IM Szidonia Vajda, WGM Anita Gara                        | 4     | 2426                           | 8                | 1                 | 4                  | 24.5            |
| Šesto        | Gruzija                 | IM Nino Khurtsidze, IM Nana Dzagnidze, IM Lela Javakhishvili, IM Maia Lomineishvili            | 3     | 2430                           | 7                | 3                 | 3                  | 24.5            |
| Sedmo        | Nizozemska              | GM Peng Zhaoqin, IM Tea Bosboom-Lanchava, FM Petra Schuurman, WIM Bianca Muhren                | 18    | 2344                           | 7                | 3                 | 3                  | 24.5            |
| Osmo         | Armenija                | IM Lilit Mkrtchian, IM Elina Danielian, WGM Nelli Aginian, WIM Siranush Andriasian             | 7     | 2402                           | 7                | 4                 | 2                  | 24.0            |
| Deveto       | Slovenija               | WGM Ana Muzičuk, WGM Ana Srebrnič, WIM Jana Krivec, WFM Ksenija Novak                          | 17    | 2348                           | 7                | 2                 | 4                  | 24.0            |
| Deseto       | Češka                   | IM Jana Jackova, WIM Katerina Cedikova, WIM Olga Sikorova, WIM Petra Blazkova                  | 22    | 2299                           | 8                | 0                 | 5                  | 24.0            |

## Slovenska reprezentanca
Moški (po ratingu)
- GM Aleksander Beljavski 2622
- GM Duško Pavasovič 2534
- GM Dražen Sermek 2523
- IM Marko Tratar 2499
- IM Jure Borišek 2508
- IM Luka Lenič 2466

Slovenska ekipa je bila po ratingu na 32. mestu. Selektor ekipe je bil Georg Mohr.
Ženske (po ratingu)
- wGM Ana Muzičuk 2418
- wIM Ana Srebrnič 2302
- wIM Jana Krivec 2323
- wFM Ksenija Novak 2182

Slovenska ekipa je bila po ratingu na 17. mestu. Selektor ekipe je bil Primož Riegler.

## Rezultati slovenskih ekip po posameznih kolih

### Moška ekipa
1. kolo: Tadžikistan - Slovenija 2½ : 1½
2. kolo: Slovenija - Belorusija 1½ : 2½
3. kolo: Malezija - Slovenija 0 : 4
4. kolo: Slovenija - Belorusija 2 : 2
5. kolo: Slovenija - Alžirija 2 : 2
6. kolo: Republika Makedonija - Slovenija 1 : 3
7. kolo: Srbija in Črna gora - Slovenija 1½ : 2½
8. kolo: Slovenija - Grčija 2½ : 1½
9. kolo: Slovenija - Slovaška 3 : 1
10. kolo: Češka - Slovenija 3½ : ½
11. kolo: Estonija - Slovenija 1 : 3
12. kolo: Slovenija - Bolgarija 1 : 3
13. kolo: Slovenija - Litva 3 : 1

Ekipa je dosegla 23. mesto.

### Ženska ekipa
1. kolo: Slovenija - Wales 3 : 0
2. kolo: Turkmenistan - Slovenija 1 : 2
3. kolo: Gruzija  - Slovenija 1½ : 1½
4. kolo: Slovenija - Nemčija 1½ : 1½
5. kolo: Slovenija - Avstralija 3 : 0
6. kolo: Indija  - Slovenija 2 : 1
7. kolo: Slovenija - Španija 2½ : ½
8. kolo: Vietnam  - Slovenija 2 : 1
9. kolo: Litva - Slovenija 2 : 1
10. kolo: Slovenija - Izrael 2½ : ½
11. kolo: ZDA - Slovenija 2½ : ½
12. kolo: Slovenija - Slovaška 2 : 1
13. kolo: Filipini - Slovenija 2½ : ½

Ekipa je dosegla odlično deveto mesto.